# وحش الكتاب المقدس

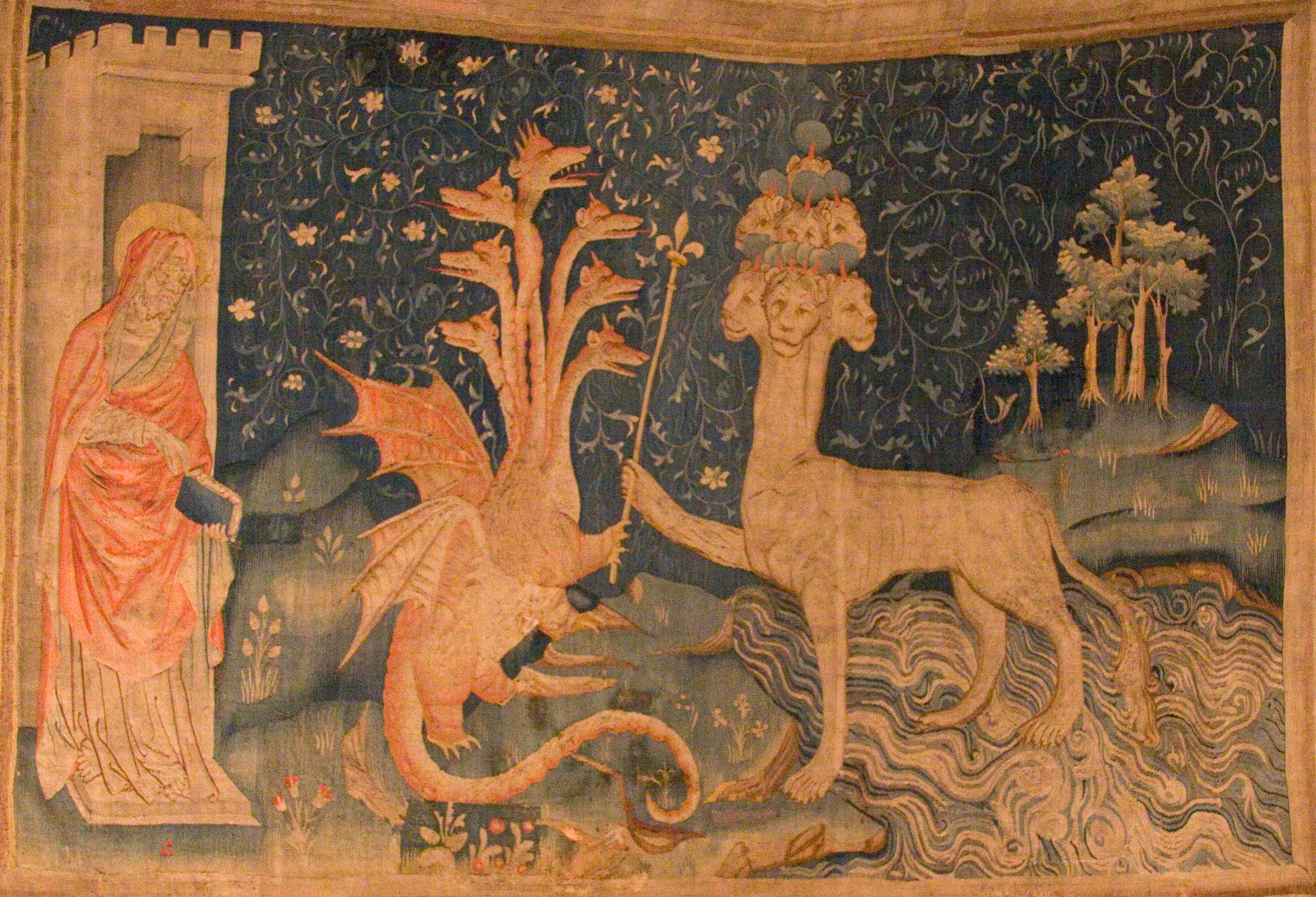
وحش البحر

الوحش شخصية مذكورة في سفر رؤيا يوحنا آخر سفر في العهد الجديد. يصف السفر وحشين في الأصحاح 13، يخرج الأول من البحر بسبعة رؤوس وعشرة قرون، أما الوحش الثاني فيخرج من الأرض ويبدو كخروف صغير ويتكلم كتنين، وهو يتصرف بسلطة الوحش الأول ويرغم سكان الأرض على صنع صورة للوحش الأول وعبادته، ويحيي الصورة كي تتكلم وتقتل أي شخص لا يعبد الوحش الأول. يسمى الوحش الثاني النبي الكاذب، ويشكل مع الوحش الأول والتنين ما يسمى الثالوث غير المقدس.